# 奥古斯塔级护卫舰
奥古斯塔级（德語：Augusta-Klasse）是普鲁士海军于1860年代初购置的两艘平甲板护卫舰所使用的船级。该船级由首舰奥古斯塔号和末舰维多利亚号共同组成，均以普鲁士王后命名。这两艘舰最初是由南部邦联海军于1863年向波尔多的阿尔曼兄弟造船厂订购，宣称是为日本舰队而提供的。它们本打算命名为“密西西比号”和“路易斯安那号”，但为了掩人耳目改称“江户号”和“大阪号”，然而法皇拿破仑三世依然于1864年阻止了舰只的交付。两舰均在1864年5月转售予普鲁士海军，因为普鲁士人在第二次石勒苏益格战争之前和期间一直在寻求舰艇来加强其舰队，但它们入役太晚，未及在冲突中参与行动。
奥古斯塔号和维多利亚号的大部分运用生涯都在海外度过。在1866年的奥普战争中，它们没有参加任何行动，此后开始了一系列海外部署。1868年，奥古斯塔号试图在加勒比海建立一个海军基地，引发了与哥斯达黎加和美国的一场小型外交事件，维多利亚也于当年晚些时候加入其中。在1871年的普法战争期间，奥古斯塔号被用作破交舰，并在法国大西洋沿岸取得了一些成果，但维多利亚号则没有参与任何行动。两舰都在1870年代中后期被派往海外，目的地包括加勒比海、地中海和太平洋。到1880年代初，它们都退出了前线运用。维多利亚号于1882年退役，原定成为一艘训练舰，但德国海军认为它无法充分履行这项任务，所以在1880年代余下的时间里，该舰被间歇性地用作渔业保护船。1885年，奥古斯塔号受命前去为部署在南太平洋的舰只运送一批轮替船员，但它在亚丁湾的一场气旋中沉没，舰上全员遇难。维多利亚号一直运用到1890年，于次年从海军名录中除籍，1892年售予拆船商。

## 设计
后来成为奥古斯塔级的两艘舰最初是由美国内战期间的南部邦联海军所订购。法国造船商——来自波尔多的阿尔曼兄弟接受了这项秘密订单，名义上是为日本提供；舰只的设计方案于1863年拟定，同年开始建造。根据合同代号“江户”和“大阪”，这两艘舰本来打算以“密西西比号”和“路易斯安那号”作为正式舰名投入南方邦联服役。它们按计划将担任突围舰，用于穿越联邦军的封锁偷运物资，但事实证明它们在执行此类任务时的速度缓慢。
然而，在两艘舰行将交付之际，法国皇帝拿破仑三世于1863年出面进行干预，阻止了向南部邦联海军的最终交付，反而使普鲁士海军获得了这批舰只。普鲁士政府预计，当时正在进行、针对丹麦的第二次石勒苏益格战争将比实际情况持续更长的时间，因此他们开始寻求由英国和法国建造的军舰，目标集中在那些要么是投机，要么是可能无力支付的买家。当得知拿破仑阻止出售江户号和大阪号后，普鲁士于1864年5月打包购入了这两艘舰和原南部邦联的铁甲舰基奥普斯号，以加强其舰队。奥古斯塔号顺利交付，但当维多利亚号即将完工时，丹麦在英国的支持下游说法国政府阻止交付该舰。法国政府最初拒绝交付该舰，但普鲁士首相奥托·冯·俾斯麦说服了法国人，允许维多利亚号在不装备武器的情况下悬挂法国国旗转移到荷兰，普鲁士船员可以从在那里接走它，并带到不来梅哈芬。

### 整体特征
奥古斯塔级舰只的水线长和全长分别为75.2米和81.5米，有11.1米的舷宽以及5.03米的前吃水和5.62米的后吃水；其标准排水量为1,827吨，满载时则可达2,272吨。舰体外板均为平接搭造的横向框架木制结构，并镀有铜覆皮，以防木材在保养设施不便的海外长期部署期间发生生物淤积。
奥古斯塔级舰只的标准船员编制为15名军官和215名水兵。每艘同级舰都可携带六艘未指定类别的舰载艇，其中一艘较大、五艘较小。这些舰只是拙劣的海船，使用风帆航行的操控性不佳。它们极易受到上风舵的影响，纵摇严重，舰艏处会大量进水。它们在风帆动力下的机动性也很差，但在蒸汽动力下的表现则有很大的改善。转向由单舵控制。

### 推进装置
奥古斯塔级护卫舰由一台卧式两缸双胀蒸汽机提供动力，用以驱动两副直径为4.28米的双叶螺旋桨。蒸汽则由勒阿弗尔马泽兰（Mazeline）公司制造的四台燃煤火管锅炉提供，它们通过管道与舰舯部的一座可伸缩烟囱相连。作为辅助动力，这些舰只在竣工时各配备有一套总帆面积为1,600平方米的全帆装索具，以补充蒸汽机在煤炭供应短缺的海外长途航行时的需求。但在1871年，奥古斯塔号的主桅杆被拆除，维多利亚号则于1879年被削减为三桅帆。
推进装置在400标称马力下的最大航速为12節（22每小時），但在试验中，两舰在1,300匹公制馬力（1,300匹指示馬力）下都达到了13.5節（25.0每小時）的速度。事实证明，这些发动机在运用过程中令人失望，因为它们的速度不是特别快，尤其是对于那些以封锁突围舰为用途建造的舰只而言。奥古斯塔级可以贮存340吨燃煤，这使得它们能够以最大速度续航2,600海里（4,800）。

### 武器装备
竣工时，奥古斯塔号和维多利亚号都装备有八门24磅和六门12磅炮台，均为前膛炮。自1872年起，这些武器被四门150毫米22倍径箍炮、六门120毫米23倍径箍炮以及一门80毫米23倍径箍炮所取代；它们是更具现代化的后膛式套筒炮。150毫米炮配备440发炮弹，射程为5,000米；120毫米炮则可备弹660发，最大射程5,900米。在服役生涯的后期，两舰还安装了六门哈乞开斯37毫米转膛炮。

## 同级舰
| 舰名       | 出处     | 原名   | 造船厂                 | 动工   | 下水   | 购入          | 投运          | 结局                   |
| ---------- | -------- | ------ | ---------------------- | ------ | ------ | ------------- | ------------- | ---------------------- |
| 奥古斯塔号 | 奥古斯塔 | 江户号 | 波尔多阿尔曼兄弟造船厂 | 1863年 | 1864年 | 1864年5月13日 | 1864年7月14日 | 1885年6月2日因风暴沉没 |
| 维多利亚号 | 维多利亚 | 大阪号 | 波尔多阿尔曼兄弟造船厂 | 1863年 | 1864年 | 1864年5月13日 | 1864年9月14日 | 1892年拆解报废         |

## 服役历史

### 奥古斯塔号

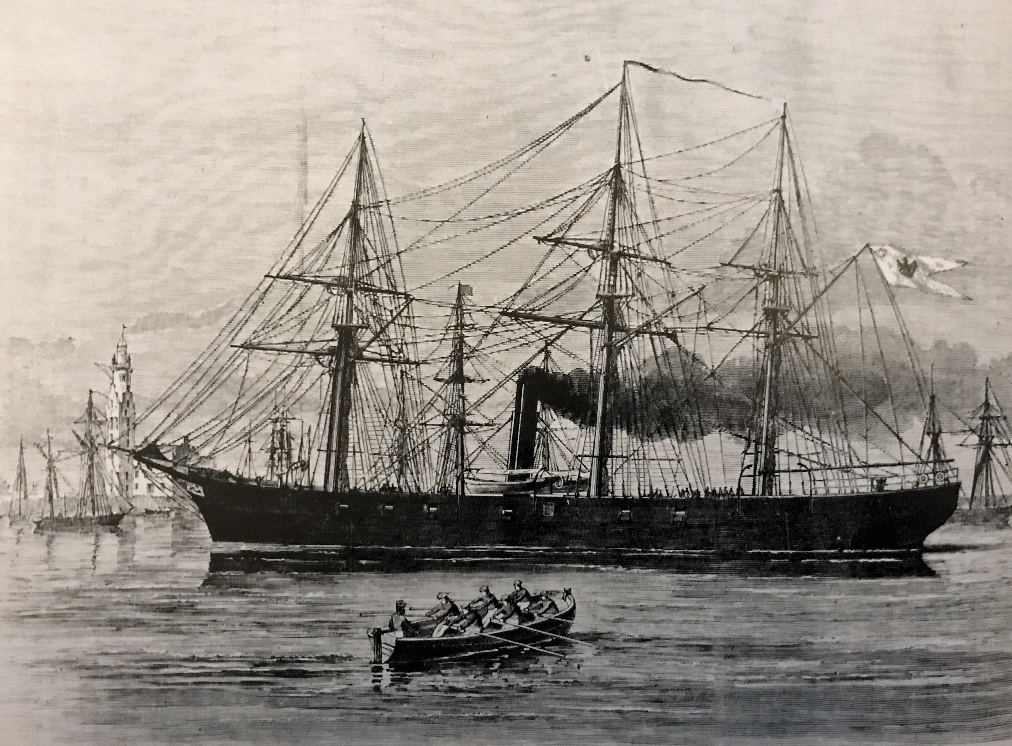
1864年的奥古斯塔号

奥古斯塔号来得太晚，未及参与第二次石勒苏益格战争，只能于战后在普鲁士水域活动。它在1866年的普奥战争期间重投战场，但由于奥匈帝国海军忙于在亚得里亚海与意大利舰队火拼，该舰在那场战争中也没有任何行动。1867年12月，奥古斯塔号在当时的北德邦联海军麾下，开始了第一次大规模海外巡航，秘密目标是在中美洲建立一个海军基地。1868年，该舰的舰长试图获得哥斯达黎加利蒙港的租约，但哥斯达黎加政府拒绝，并知会了美国，美国认为这是对其势力范围的侵犯，导致了一场小型的外交风波。德国总理奥托·冯·俾斯麦遂放弃了原有想法，转而支持与美国保持良好关系。在1870－1871年的普法战争期间，奥古斯塔号被用作破交舰，袭击向法国运送武器和其他违禁品的中立舰船；它共俘获了三艘船，其中两艘作为战利品，第三艘被击沉。然后该舰去往西班牙的维戈，在那里被更具优势的法国海军封锁，直到战争结束。
德意志统一后，奥古斯塔号之后又进行了两次海外巡航，分别为1874－1876年和1876－1878年。其中的第一次依旧是前往中美洲水域，但也包括在西班牙海岸巡逻，以便在该国深陷第三次卡洛斯战争的动乱期间保护德国的利益。在这次部署的尾声，该舰还在乌拉圭和哥伦比亚的社会动荡时期去了这些国家。第二次巡航则是前往太平洋，在那里，奥古斯塔号的舰长与萨摩亚的酋长们对达成贸易协定进行谈判。它也曾在中国停留过一段时间，执行与中国政府签署的条约。1885年，奥古斯塔号进行了最后一次航行，为驻扎在澳大利亚的几艘德国舰船运送轮替船员，但在途中，它于亚丁湾遭遇气旋沉没；该舰连同舰上的222名船员从此消失无踪。它的沉没是当时的德意志帝国海军在和平时期发生的最严重灾难之一。

### 维多利亚号
与其姊妹舰一样，维多利亚号也来不及参加第二次石勒苏益格战争。它在军中的整个服役生涯几乎都在海外度过，仅在德国水域服役过很短一段时间。继1860年代中期在本土水域短暂服役后，该舰共接受了三次海外长期部署，全部前往西印度群岛驻地。第一次行动始于1868年，当时维多利亚号负责在加勒比海保护德国在古巴和海地的经济利益。它于1869年回到德国，一直停运到1870年代中期。在此期间，该舰曾于1870－1871年的普法战争中入役，但并未积极使用。1875年，维多利亚号再次被派往西印度群岛，期间观察了中美洲的冲突，以防暴力蔓延到该地区的德国人身上。1877年俄土战争期间，正在加勒比海港口巡逻的该舰又被转移到地中海，因当时德国政府担心这场战争可能会导致针对居住在奥斯曼的欧洲人的骚乱。它在当地驻守期间没有发生任何威胁德国利益的事件，遂于1879年返回德国。
1880年，维多利亚号第三度被派往西印度群岛驻地。然而，它在大部分时间都远离驻地，因为各类国际事件都需要它到场。维多利亚号于这年先是前往地中海，要求当地的奥斯曼政府对德国探险家弗里德里希·格哈德·罗尔夫斯遇袭作出回应。同年晚些时候，它加入了亚得里亚海的一支国际舰队，目的是迫使奥斯曼帝国遵守1878年柏林会议的条款。1880年底，该舰又驶往西非的利比里亚，以报复早前在该国搁浅的一艘德国商船遭到袭击。1881年中期，维多利亚号在回到西印度群岛驻地后仅是访问了南美诸港，继而又重返利比里亚，逼迫当地政府接受德国的赔偿要求。它于1882年返回德国，并计划在第二年改作一艘训练舰，但海军认为其船员舱太小，因此使用了另一艘舰。维多利亚号只得在1884年至1890年间间歇性地充当渔业保护船，随后于1891年4月正式从海军名录中除籍并于次年出售拆解。